# لوكهيد إيه إتش 56 شايان
لوكهيد إيه إتش 56 شايان (Lockheed AH-56 Cheyenne) كانت مروحية هجومية تم تطويرها من قبل شركة لوكهيد بطلب من جيش الولايات المتحدة. صممت لوكهيد الشايان باستخدام مروحة بأربعة شفرات جامدة-الدواران. وكونتها لتكون كمروحية مركبة بأجنحة منخفضة وبمحرك في الذيل من نوع جنرال الكتريك تي64 التوربيني. كان المروحية القدرة على الطيران بسرعة عالية لتوفير حراسة مسلحة لمروحيات النقل، مثل بيل أي أتش-1 الإيروكوا.

## تصميم

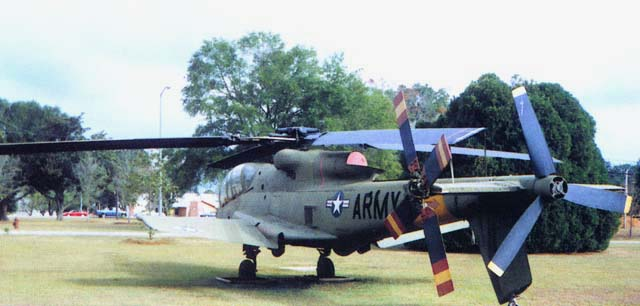
نموذج رقم 7 التي تم عرضها على الجيش الأمريكي.ٍ

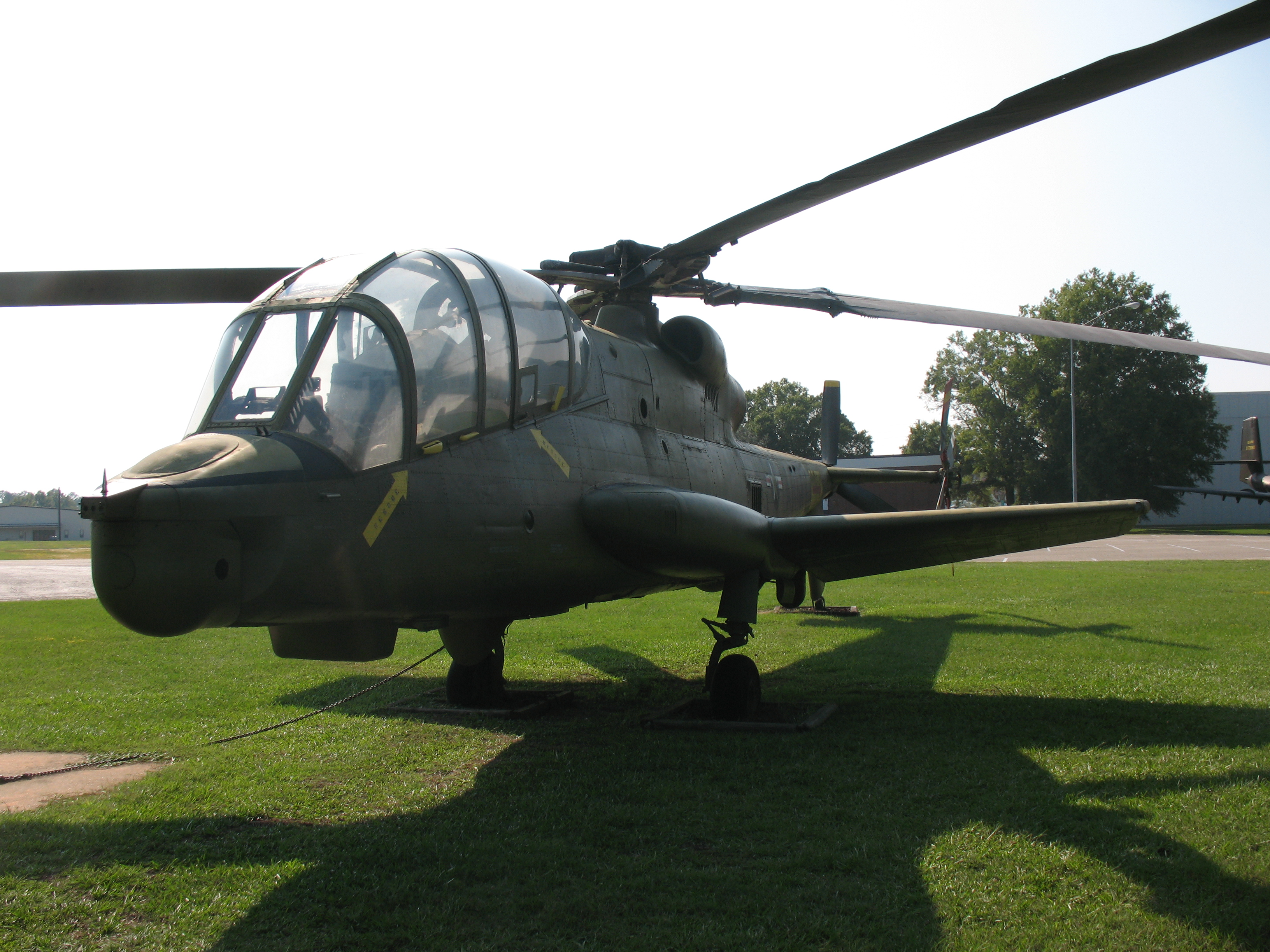
منظر للمروحية يظهر المقدمة.

## وصلات خارجية
- طائرات هليكوبتر هجومية. الولايات المتحدة المئوية الرحلة لجنة الموقع
- Shrader ، سيسيل L., العقيد (المتقاعد.), الولايات المتحدة الأمريكية. "هجوم طائرات الهليكوبتر التحول". رسالة إلى المحرر. الجيش المجلة. كانون الثاني / يناير 2003. رابطة جيش الولايات المتحدة.
- هجوم طائرات الهليكوبتر التقييم، آه-56A شايان مجمع هليكوبتر. الجيش الأمريكي حزيران / يونيه 1972.
- آه-56 صفحة على GlobalSecurity.org
- آه-56A الصور والمواصفات
- AH-56 weapons testing على يوتيوب